# Písková Lhota (okres Mladá Boleslav)
Obec Písková Lhota se nachází v okrese Mladá Boleslav, kraj Středočeský. Rozkládá se šest kilometrů jihozápadně od Mladé Boleslavi. Žije zde přibližně 1 100 obyvatel.

## Historie
První písemná zmínka o obci pochází z roku 1398.

### Územněsprávní začlenění
Dějiny územněsprávního začleňování zahrnují období od roku 1850 do současnosti. V chronologickém přehledu je uvedena územně administrativní příslušnost obce v roce, kdy ke změně došlo:
- 1850 země česká, kraj Jičín, politický i soudní okres Mladá Boleslav[4]
- 1855 země česká, kraj Mladá Boleslav, soudní okres Mladá Boleslav[4]
- 1868 země česká, politický i soudní okres Mladá Boleslav[4]
- 1939 země česká, Oberlandrat Jičín, politický i soudní okres Mladá Boleslav[5]
- 1942 země česká, Oberlandrat Praha, politický i soudní okres Mladá Boleslav[6]
- 1945 země česká, správní i soudní okres Mladá Boleslav[7]
- 1949 Pražský kraj, okres Mladá Boleslav[8]
- 1960 Středočeský kraj, okres Mladá Boleslav[9]

### Rok 1932
Ve vsi Písková Lhota s 771 obyvateli v roce 1932 byly evidovány tyto živnosti a obchody: elektrárna, fotoateliér, holič, 4 hostince, kapelník, klempíř, košíkář, 3 krejčí, 5 lomů, rolník, mlýn, 2 obuvníci, řezník, 3 obchody se smíšeným zbožím, velkoobchod surovinami, 2 trafiky, 3 zámečníci.

## Pamětihodnosti
- Židovský hřbitov
- Boží muka v polích
- Socha svatého Jana Nepomuckého
- Hradiště nad Vlčím dolem, archeologické naleziště na jih od vesnice
- Hradiště Valy, archeologické naleziště jižně od vsi
- Hrádek Starý Stránov, zřícenina a archeologické naleziště na západním okraji vesnice
- Hospoda
- Bývalý synagoga čp. 24, přestavěna na dílnu

## Doprava
Silniční doprava
Obcí prochází silnice II/610 Praha - Benátky nad Jizerou - Písková Lhota - Mladá Boleslav - Turnov. Okolo obce vede dálnice D10 Praha - Mladá Boleslav - Turnov s exitem 39, územím obce probíhá silnice I/16 Mělník - Mladá Boleslav - Jičín.
Železniční doprava
Železniční trať ani stanice na území obce nejsou. Nejblíže je železniční zastávka Krnsko (jen pro osobní dopravu) ve vzdálenosti 1 km ležící na trati 070 v úseku mezi Neratovicemi a Mladou Boleslaví. Nejbližší železniční stanicí (pro veškerou dopravu) je Mladá Boleslav hlavní nádraží ve vzdálenosti 5 km ležící na křížení tratí 070 z Prahy do Turnova, 064 do Staré Paky, 076 do Mělníka a 071 do Nymburka.
Autobusová doprava
V obci měly zastávku v květnu 2011 autobusové linky jedoucí do těchto cílů: Benátky nad Jizerou, Bezno, Chotětov, Mělník, Mladá Boleslav, Mšeno, Praha.

## Části obce
- Písková Lhota
- Zámostí

## Další fotografie

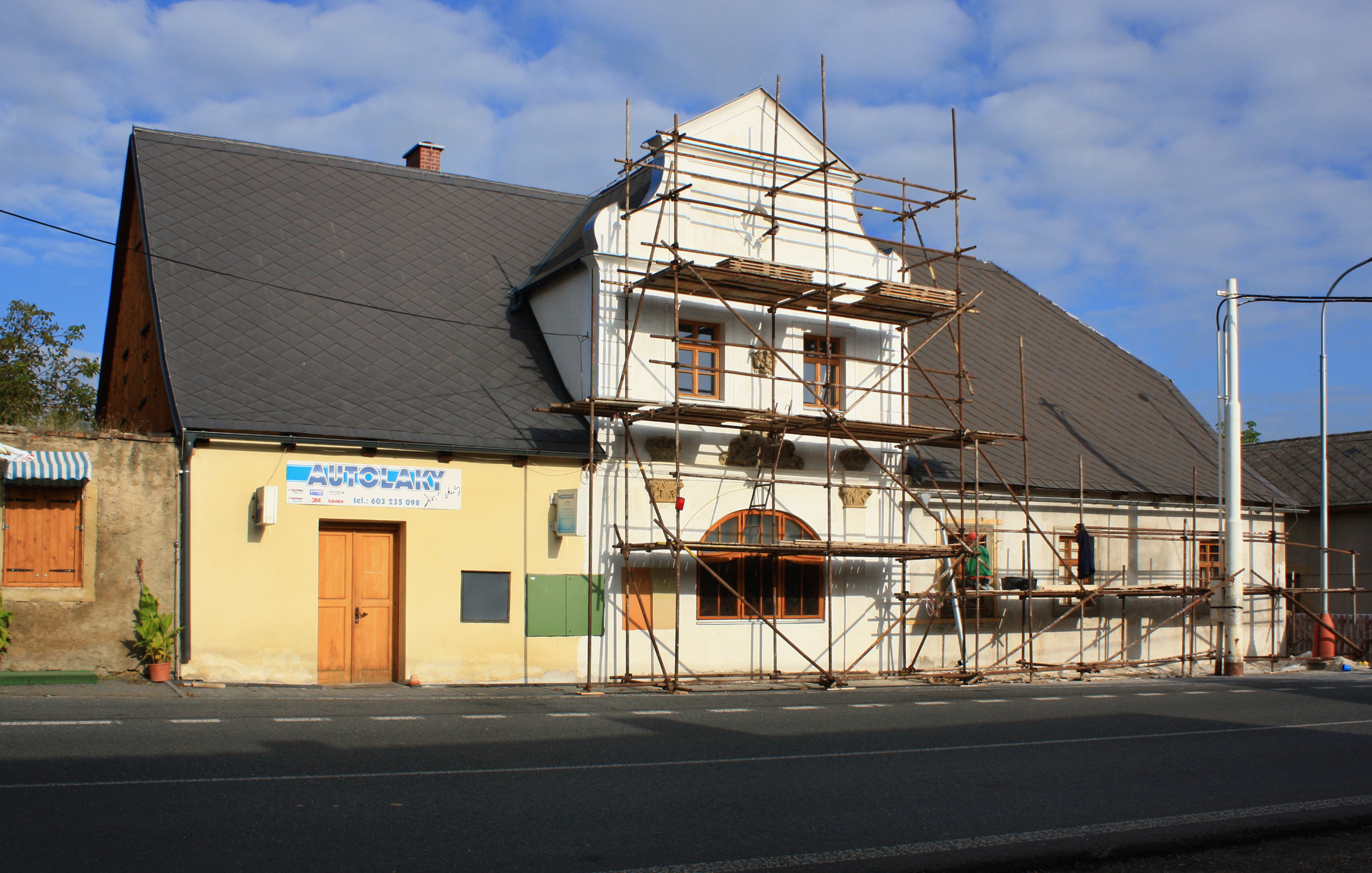
památkově chráněná hospoda
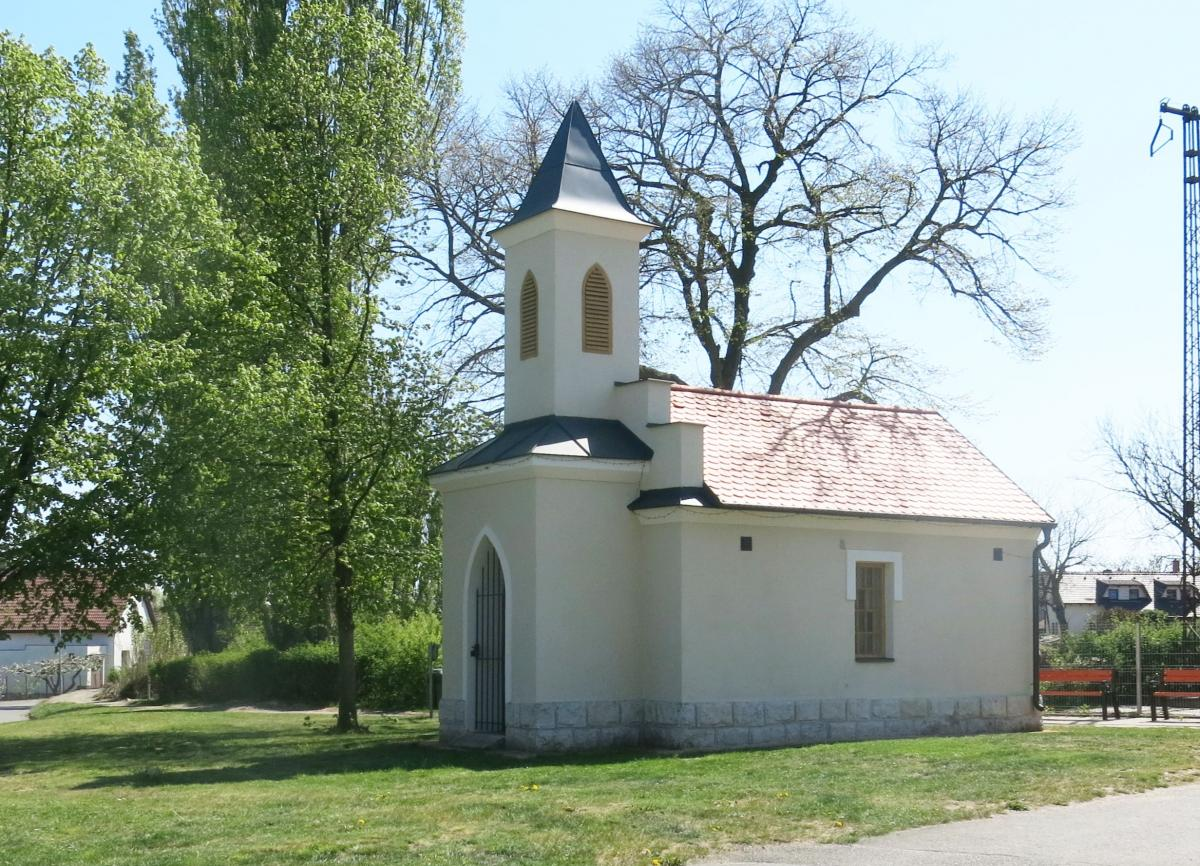
Kaplička
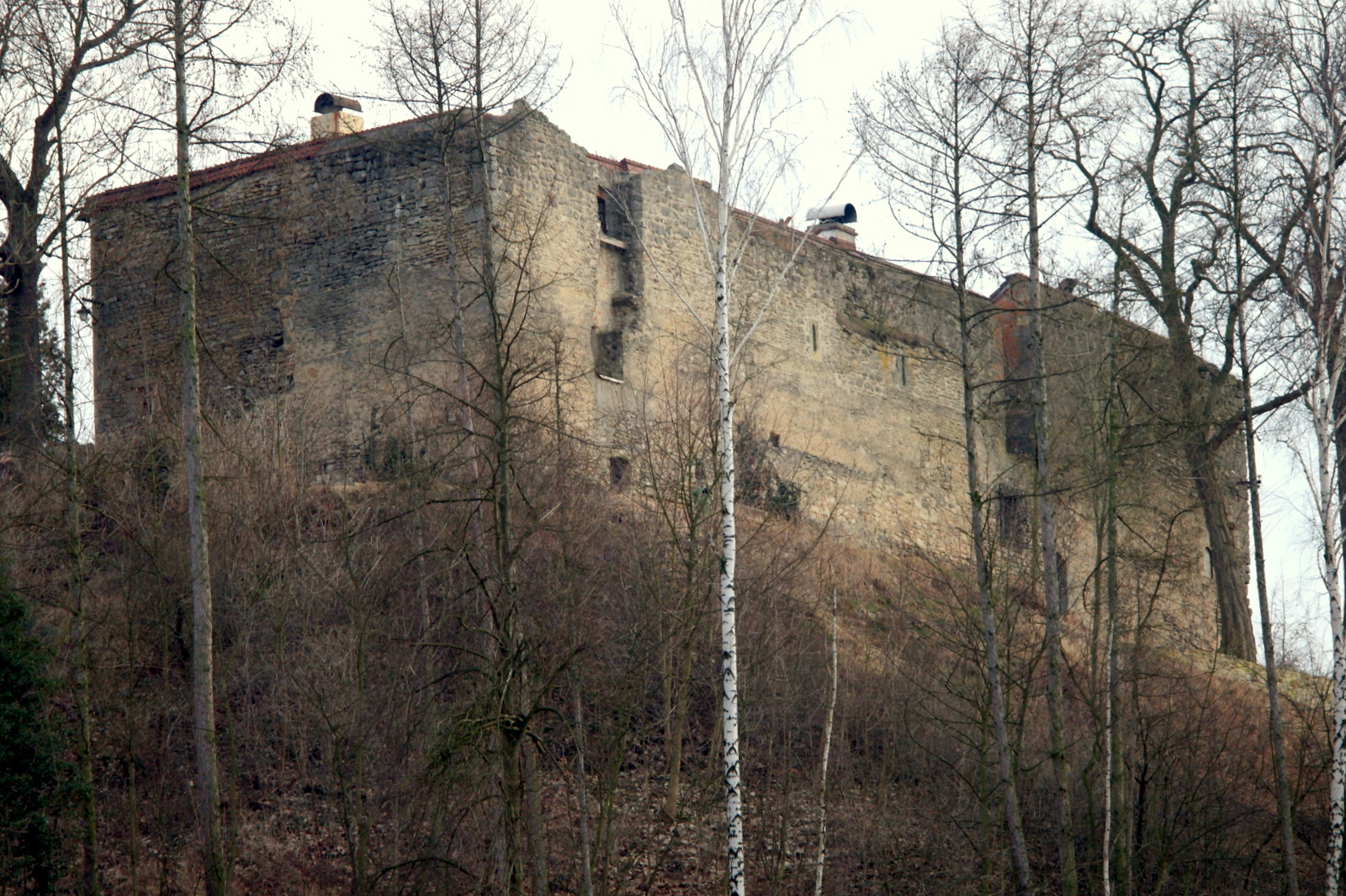
Zřícenina hradu Starý Stránov
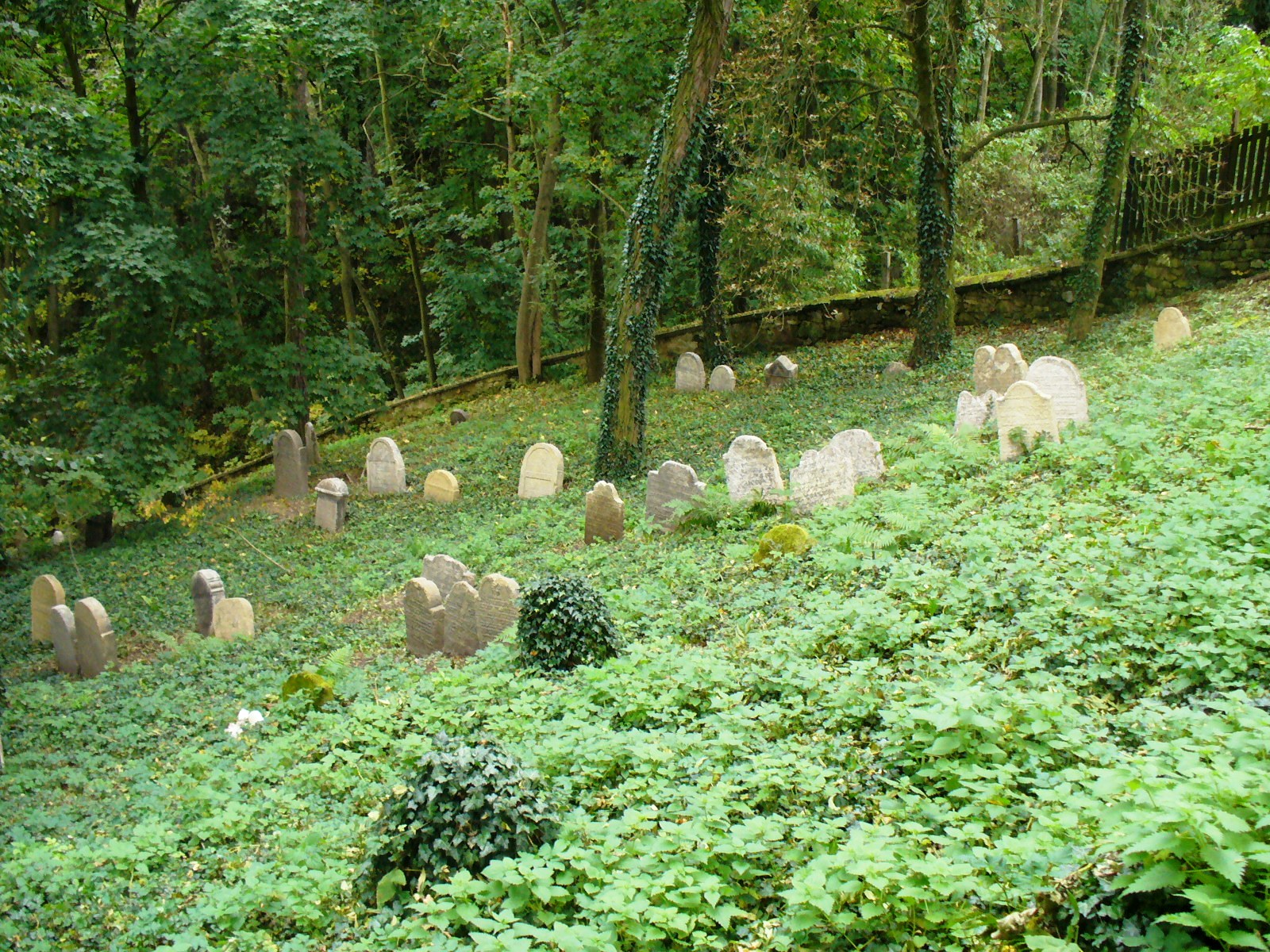
Židovský hřbitov
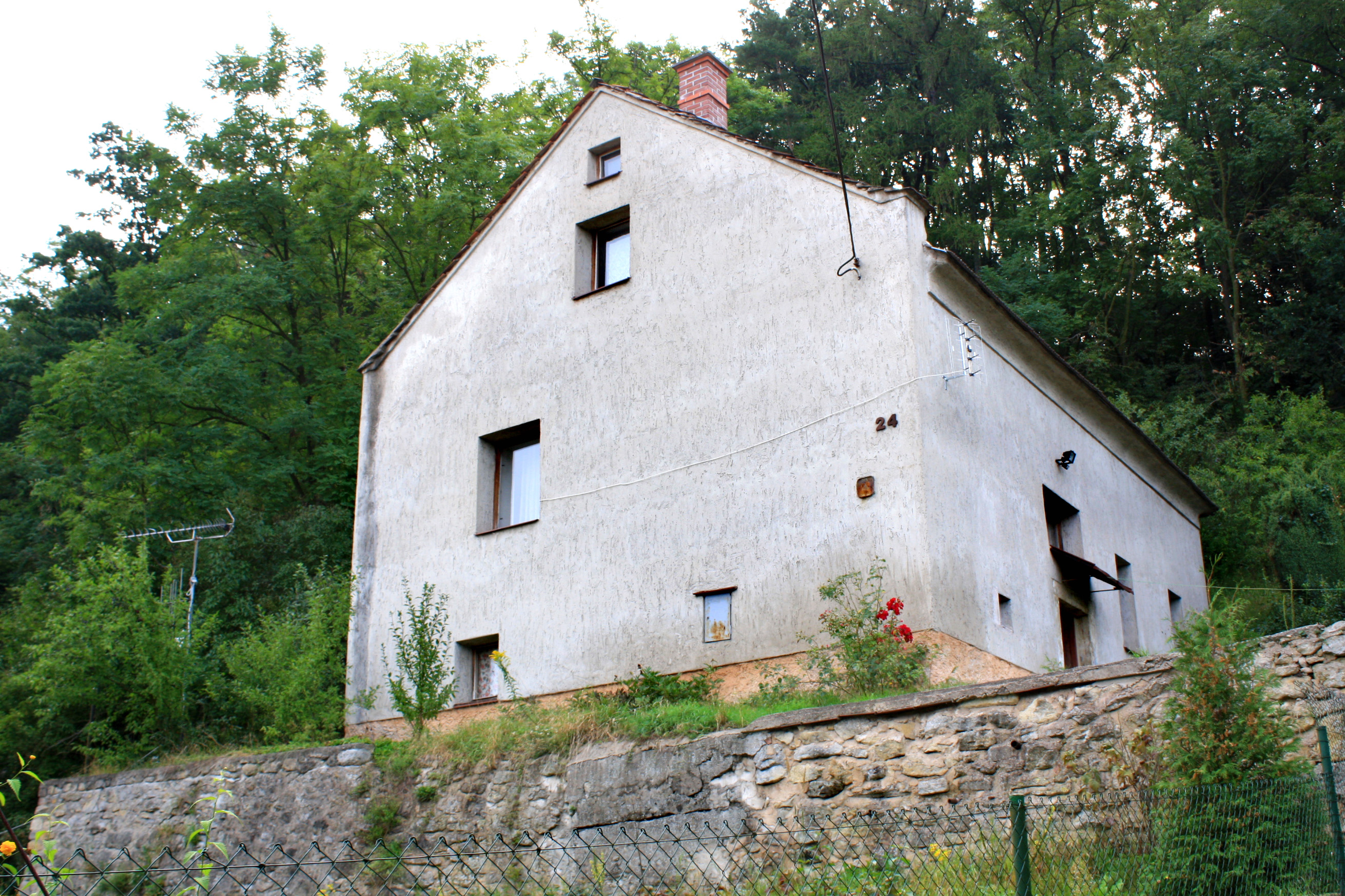
Bývalá synagoga